# Apamea insulicola
Apamea insulicola là một loài bướm đêm trong họ Noctuidae.